# امیلیا آتیاس
ماریا امیلیا آتیاس پمپئی (زاده ۲۰ مارس ۱۹۸۷)، معروف به امیلیا آتیاس، بازیگر، مدل، خواننده، دی‌جی و مجری تلویزیون آرژانتینی است.
ماریا امیلیا آتیاس در ۲۰ مارس ۱۹۸۷ در شهر بوئنوس آیرس آرژانتین به دنیا آمد. وقتی امیلیا شش ساله بود والدینش از هم جدا شدند. از سال ۲۰۰۶، آتیاس با بازیگر و نوازنده نعیم سیبارا در ارتباط بود. آنها در ۳ دسامبر ۲۰۰۹ ازدواج کردند و او در ۲۸ اکتبر ۲۰۱۶ اولین فرزند این زوج را به دنیا آورد، دختری که جینا نام داشت. در سال ۲۰۲۴، آتیاس و سیبارا جدایی خود را تأیید کردند.